# 紐斯鎮區 (北卡羅萊納州韋克縣)
紐斯鎮區（英語：Neuse Township）是位於美國北卡羅萊納州韋克縣的一個鎮區。

## 地方資料
紐斯鎮區的面積為71.20平方千米，當中陸地面積為70.44平方千米，而水域面積為0.76平方千米。根據2020年美國人口普查的數據，當地共有人口78646人，而人口密度為每平方千米1,104.58人。